# Dżangył Okojewa
Dżangył Okojewa (ur. 15 listopada 1993) – kirgiska sztangistka.

## Kariera
Wzięła udział w Igrzyskach olimpijskich w Rio de Janeiro mimo zajęcia 10. miejsca w kwalifikacjach w Taszkencie. Otrzymała prawo udziału dzięki eliminacji wielu zawodniczek z powodu pozytywnych testów dopingowych. Wystartowała w konkurencji do 48 kg kobiet, gdzie zajęła ostatnią 10. lokatę z wynikiem 169 punktów.